# Enchelyurus flavipes
Espèce
Statut de conservation UICN

 LC  : Préoccupation mineure
Enchelyurus flavipes est une espèce de poissons marins de la sous-famille des Blenniinae (famille des Blenniidae).

## Description
Enchelyurus flavipes peut mesurer jusqu'à 76 mm de longueur totale.

## Répartition

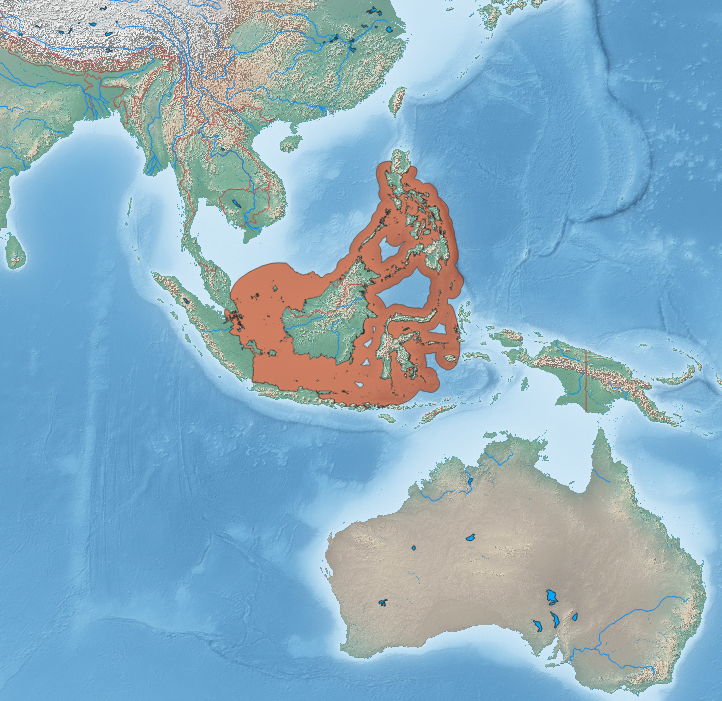
Aire de répartition de Enchelyurus flavipes selon l'UICN (2025).

Ce poisson se rencontre à l’extrême ouest du Pacifique, en Indonésie, en Malaisie, aux Philippines et à Singapour.

## Systématique
Le nom valide complet (avec auteur) de ce taxon est Enchelyurus flavipes Peters, 1868,.

### Étymologie
Son épithète spécifique, composé du latin flavus, « jaune », et pes, « pied », fait référence à la couleur jaune pâle de ses nageoires ventrales.

### Publication originale
- (de) W. Peters, « Über die von Herrn Dr. F. Jagor in dem ostindischen Archipel gesammelten und dem konigl. zoologischen Museum uber-gebenen Fische », Monatsberichte der Königlich Preussischen Akademie des Wissenschaften zu Berlin, Académie royale des sciences de Prusse, vol. 1868,‎ 1868, p. 254-281 (lire en ligne).